# 그것은 살아있다
《그것은 살아있다》(영어: It's Alive)는 미국에서 제작된 1974년 SF 공포 영화이다. 래리 코언이 연출, 각본, 제작을 맡았으며, 존 P. 라이언, 샤론 패럴 등이 출연하였다.

## 줄거리
로스앤젤레스. 첫 아이 크리스가 태어난 후 몇 년간 피임약을 복용하며 임신을 피해왔던 러노어는 둘째를 출산한다. 그러나 큰 송곳니와 발톱을 지닌 기형아가 태어나 분만실 의사와 간호사를 몰살한 뒤 밖으로 탈출하여 사람들을 죽이고 돌아다닌다.
언론 관심이 집중되면서 홍보 회사에서 해고당한 컨설턴트 남편 프랭크는 아기 추적에 동참한다. 한편 해당 처방 피임약을 개발한 제약 회사 경영자는 러노어를 담당했던 난임 전문 의사에게 아기가 돌연변이로 태어난 요인은 피임약 탓일 가능성이 있으며 회사 책임을 은폐하려면 아기를 제거해야한다고 말한다.
프랭크는 러노어가 아기를 집 지하실에 숨겨온 사실을 알게 된다. 총으로 아기에게 부상을 입히는 데 성공한 프랭크는 아기가 도망가자 추적 끝에 사살하려다가 아기가 두려워하고 있다는 사실을 깨닫고 복잡한 심경 속에 아기를 안고 도망치기 시작한다.
그러나 경찰이 그를 포위하고 의사가 곁에서 경찰에게 발포하라고 부추기자 프랭크는 아기를 의사 품으로 던져버린다. 순간 경찰은 반사적으로 아기와 의사에게 총을 난사한다.
사건 담당 경찰은 부부에게 시애틀에서 유사한 아기가 탄생했다는 소식을 전한다.

## 출연
- 존 P. 라이언 - 프랭크 데이비스 역
- 샤론 패럴 - 러노어 데이비스 역
- 앤드루 더건 - 교수 역
- 가이 스톡웰 - 밥 클레이턴 역
- 제임스 딕슨 - 퍼킨스 경위 역
- 마이클 앤새라 - 경감 역
- 윌리엄 웰먼 주니어 - 찰리, 친구 역
- 로버트 엠하트 - 제약회사 경영자 역
- 패트릭 매캘리스터
- 귈 리처즈
- 제럴드 요크

## 기타 제작진
- 공동 제작: 저넬 웨브